# Plectris pereirai
Plectris pereirai är en skalbaggsart som beskrevs av Frey 1967. Plectris pereirai ingår i släktet Plectris och familjen Melolonthidae. Inga underarter finns listade i Catalogue of Life.